# Distretto di Aleksandrów Kujawski
Il distretto di Aleksandrów Kujawski (in polacco powiat aleksandrowski) è un distretto polacco appartenente al voivodato della Cuiavia-Pomerania.

## Geografia antropica

### Suddivisioni amministrative
Il distretto comprende 9 comuni.
- Comuni urbani: Aleksandrów Kujawski, Ciechocinek, Nieszawa
- Comuni rurali: Aleksandrów Kujawski, Bądkowo, Koneck, Raciążek, Waganiec, Zakrzewo